# Rusticio (console 520)
Flavio Rusticio (Flavius Rusticius; fl. 520) fu un console del 520, scelto dalla corte di Teodorico il Grande; in una occasione il suo nome è riportato come Ruticianus (AE 1920, 117).